# London View Management Framework
Das London View Management Framework ist ein Planungsdokument der Greater London Authority. 
Das 2007 verabschiedete und 2010 umfassend geänderte Dokument reagiert auf das Bestreben, in der Stadt zahlreiche neue Hochhäuser wie den Heron Tower, 30 St Mary Axe oder The Shard zu bauen. Das Dokument definiert Gebäude, die eine prominente Stelle in der Skyline Londons einnehmen – wie beispielsweise St Paul’s Cathedral, Buckingham Palace oder den Tower of London, und insgesamt 25 Sichtachsen, von denen aus der Blick auf diese Gebäude ungestört möglich sein muss.